# Chromophialosphera cycloptera
Chromophialosphera cycloptera är en insektsart som beskrevs av Marius Descamps och Donskoff 1968. Chromophialosphera cycloptera ingår i släktet Chromophialosphera och familjen gräshoppor. Inga underarter finns listade i Catalogue of Life.